# براندان كروفورد
براندان كروفورد (بالإنجليزية: Brendan Crawford)‏ هو لاعب كرة قدم أمريكية أمريكي، ولد في 16 أبريل 1990 في بالو ألتو في الولايات المتحدة.